# Каллавере (Маарду)
Ка́ллавере (эст. Kallavere) — жилой район города-муниципалитета Маарду, уезд Харьюмаа, Эстония.

## История
Район был возведён в 1950-х годах у западной границы одноимённой деревни волости Йыэляхтме, в северо-восточной части глинтового мыса. Площадь района составляет 304 гектара.
В состав исторического Каллавере входила побочная мыза Каллавере (нем. Makalafer, не сохранилась), которая раньше принадлежала мызе Йыэляхтме. В 1950-х годах находившая на землях бывшей мызы деревня Маа-Каллавере (эст. Maa-Kallavere) оказалась на территории фосфритных карьеров, созданных Маардуским химзаводом. 
Маа-Каллавере упоминается в Датской поземельной книге 1241 года (Kallæuærø).
Городская застройка в Каллавере началась в 1951 году, в 1955 году он был административно объединён с Маарду. 
В Каллавере находится православная церковь Архангела Михаила Московского патриархата, построена в 1998 году.

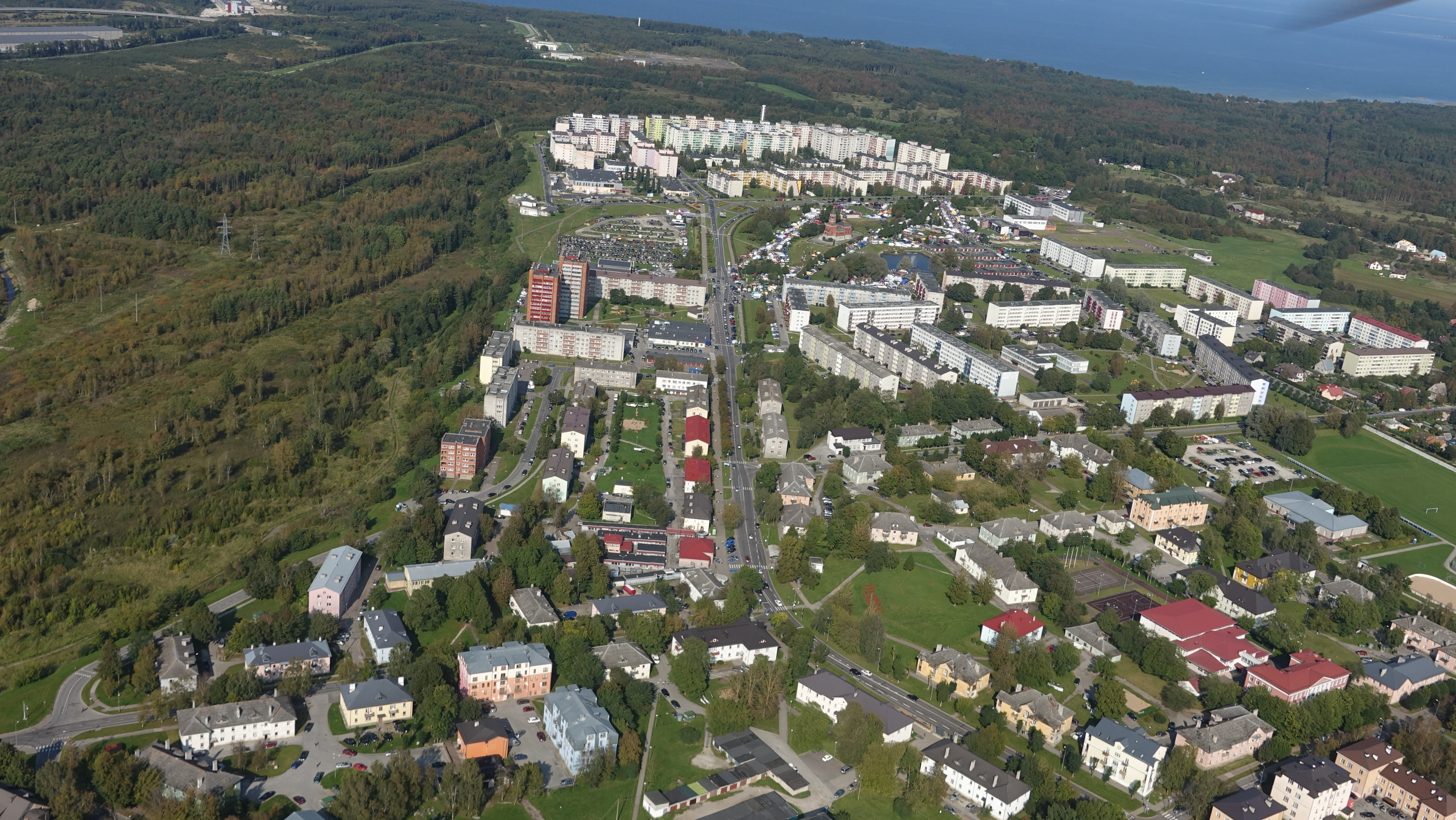
Вид на Каллавере с вертолёта
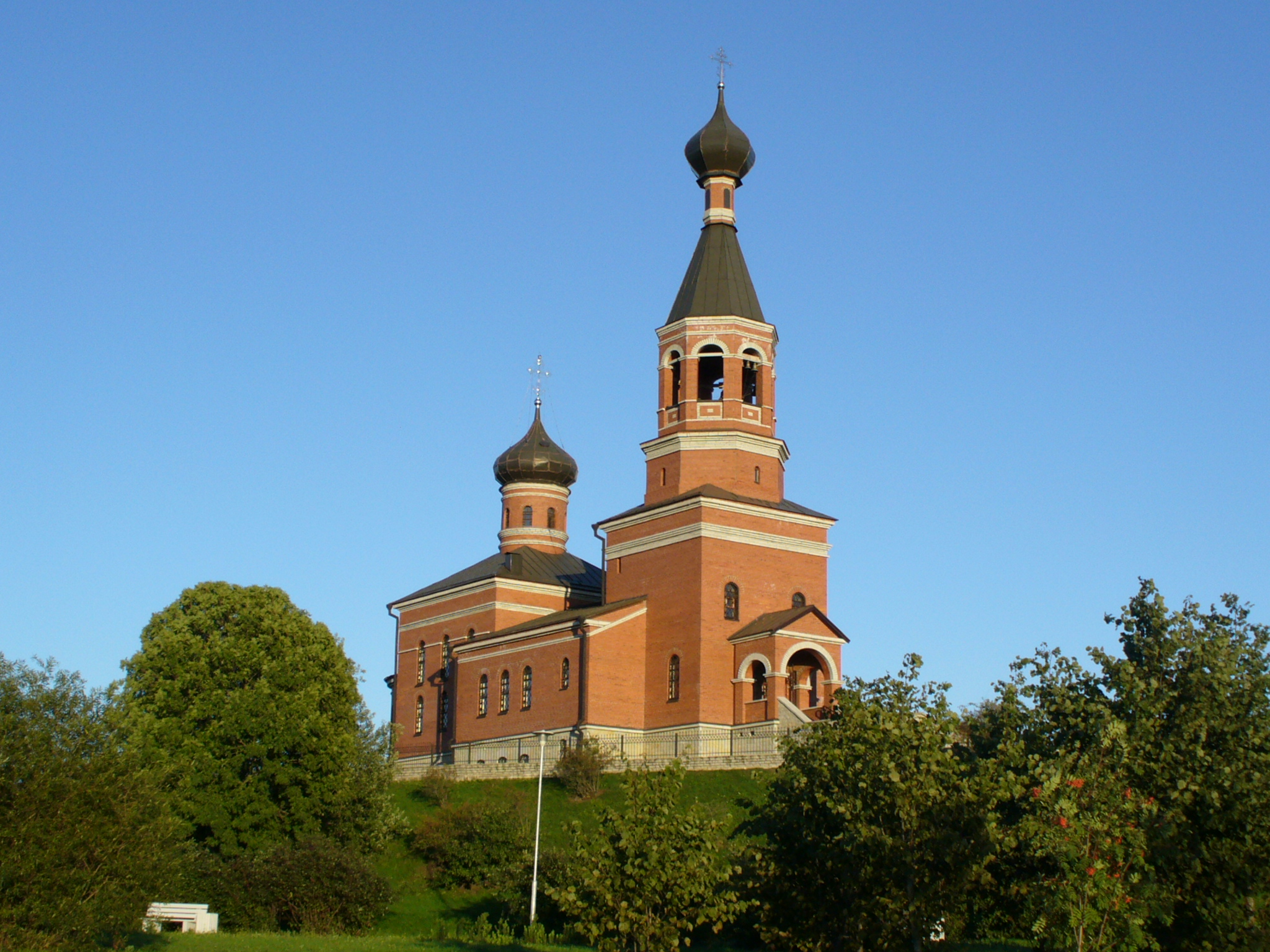
Церковь Архангела Михаила
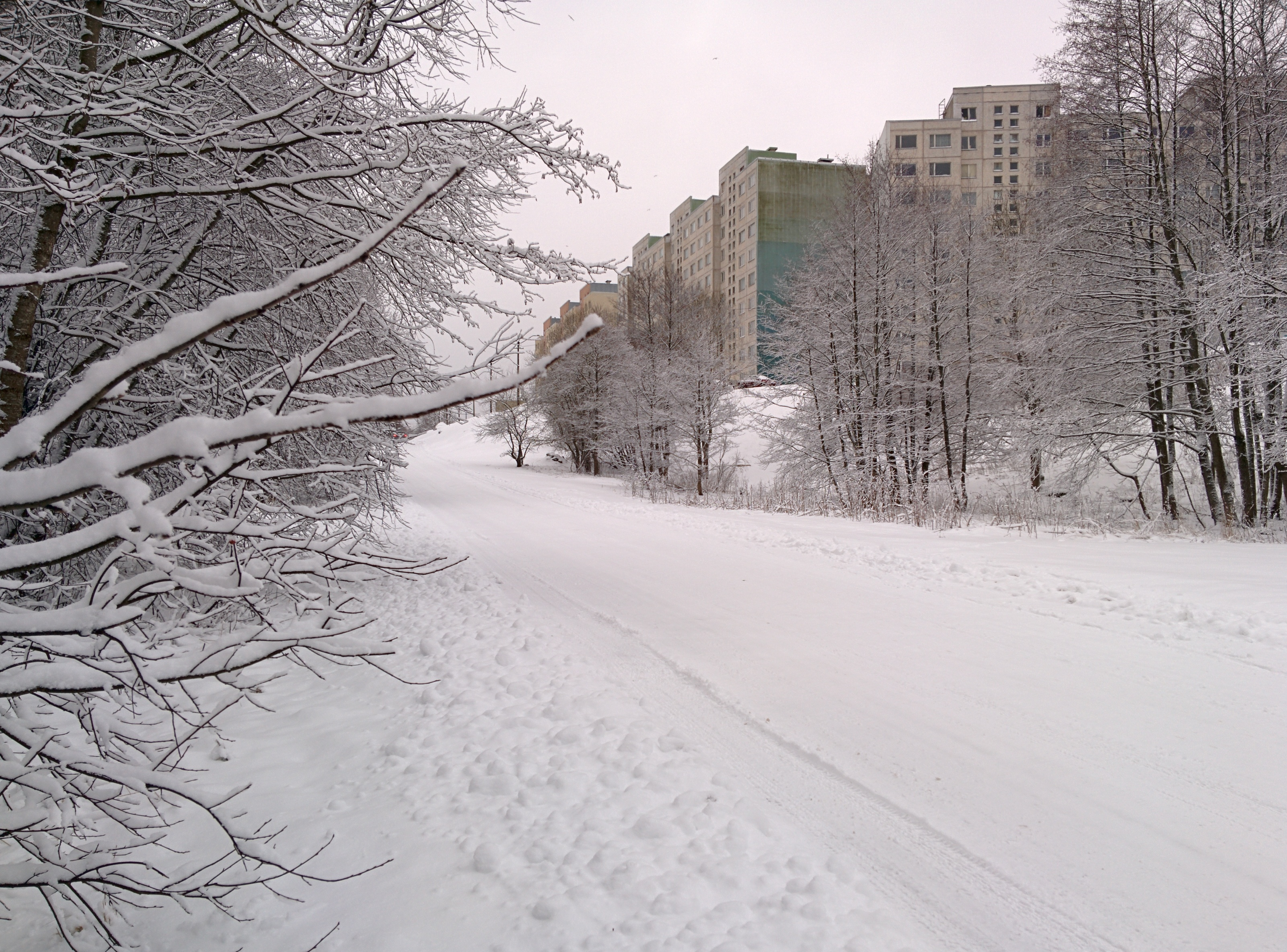
Каллавере зимой
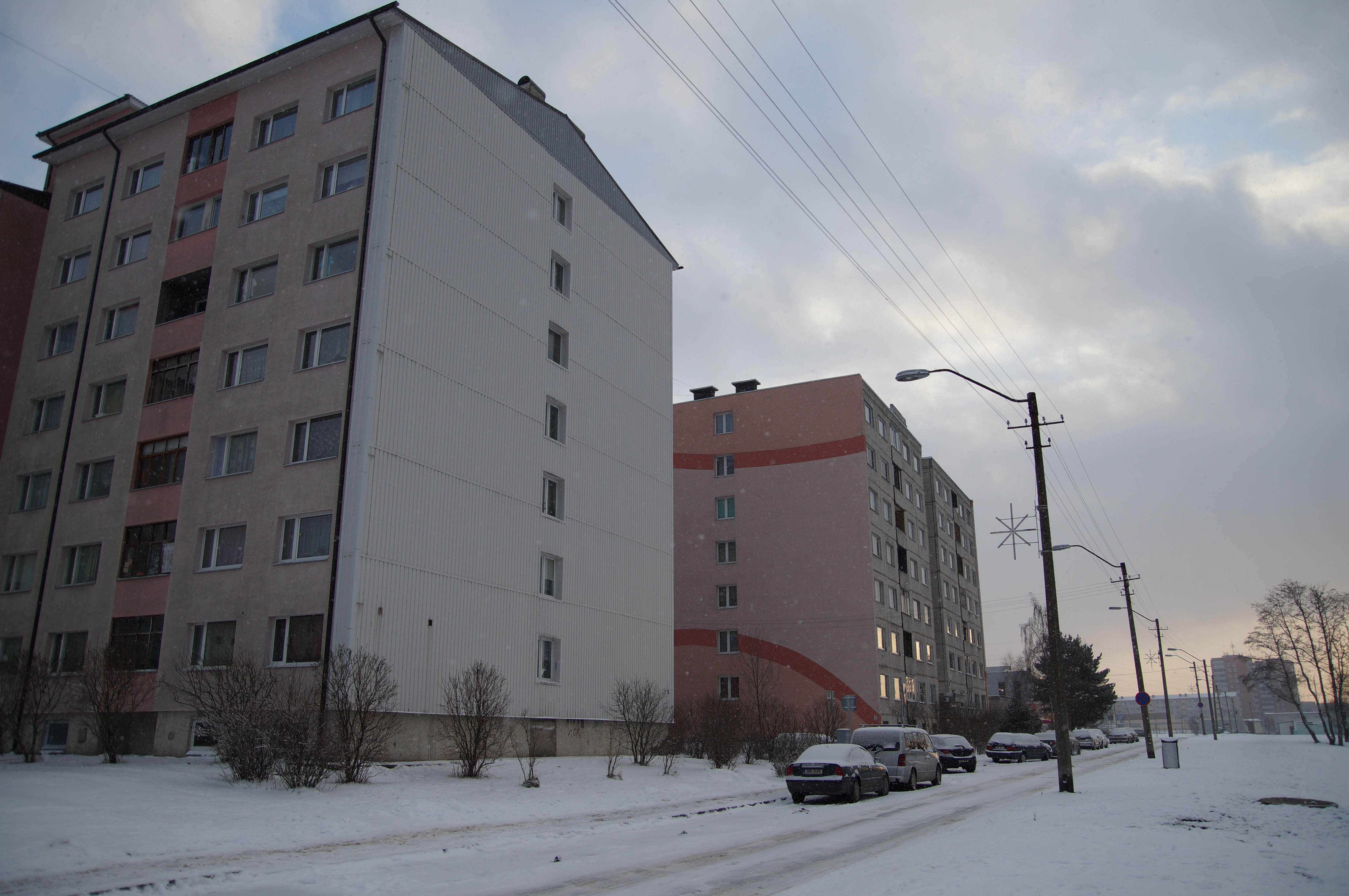
Улица Веэру зимой